# Абрамково (Архангельская область)
Абрамково — посёлок в Верхнетоемском районе Архангельской области. Входит в состав Федьковского сельского поселения.
Находится на левом берегу Северной Двины. Остановочный пункт Абрамково находится на 372,3 км от Архангельска по реке.
Через посёлок на Котлас проходит областная автодорога «Усть-Вага — Ядриха».

## Население
Численность населения посёлка по данным Всероссийской переписи населения 2010 года составляла 89 человек. В 2009 году в посёлке проживало 114 человек, в том числе 35 пенсионеров.

### Карты
- Абрамково на карте Wikimapia
- Абрамково. Публичная кадастровая карта
- Карта Верхнетоемского района Архангельской области